# Могутово (Бузулуцький район)
Могу́тово (рос. Могутово) — село у складі Бузулуцького району Оренбурзької області, Росія.

## Населення
Населення — 494 особи (2010; 689 у 2002).
Національний склад (станом на 2002 рік):
- росіяни — 84 %